# タンザナイト

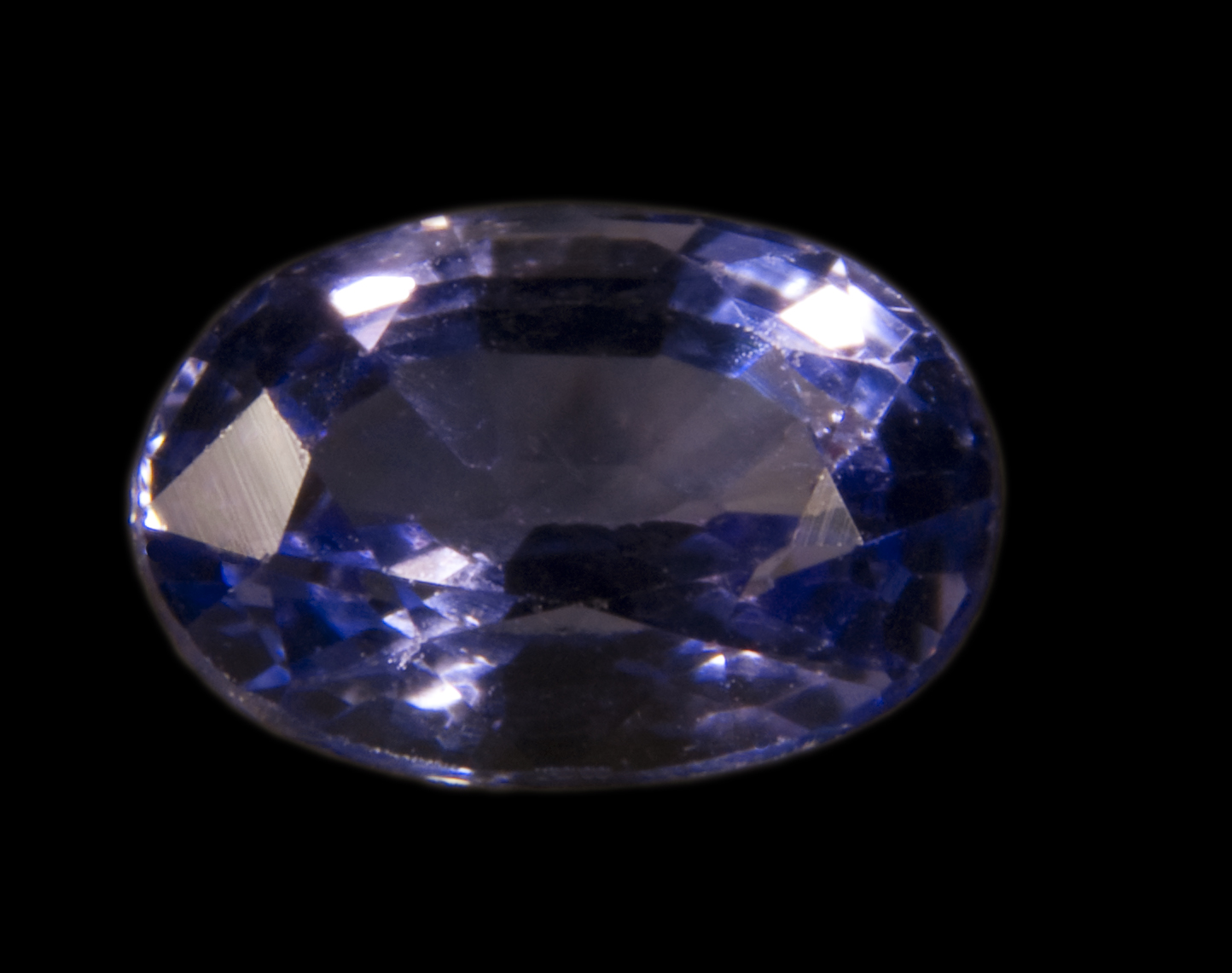
タンザナイトのルース

タンザナイト (Tanzanite) は青 - 青紫色を有し多色性を示す宝石で、灰簾石（黝簾石、ゾイサイト、緑簾石グループ）の変種。ゾイサイトの中でも、内部にバナジウムを含むものをタンザナイトと称する。

## 性質
- 斜方晶系
- 比重：3.35
- 屈折率：1.688 - 1.70
- モース硬度：6 - 7

## 概要

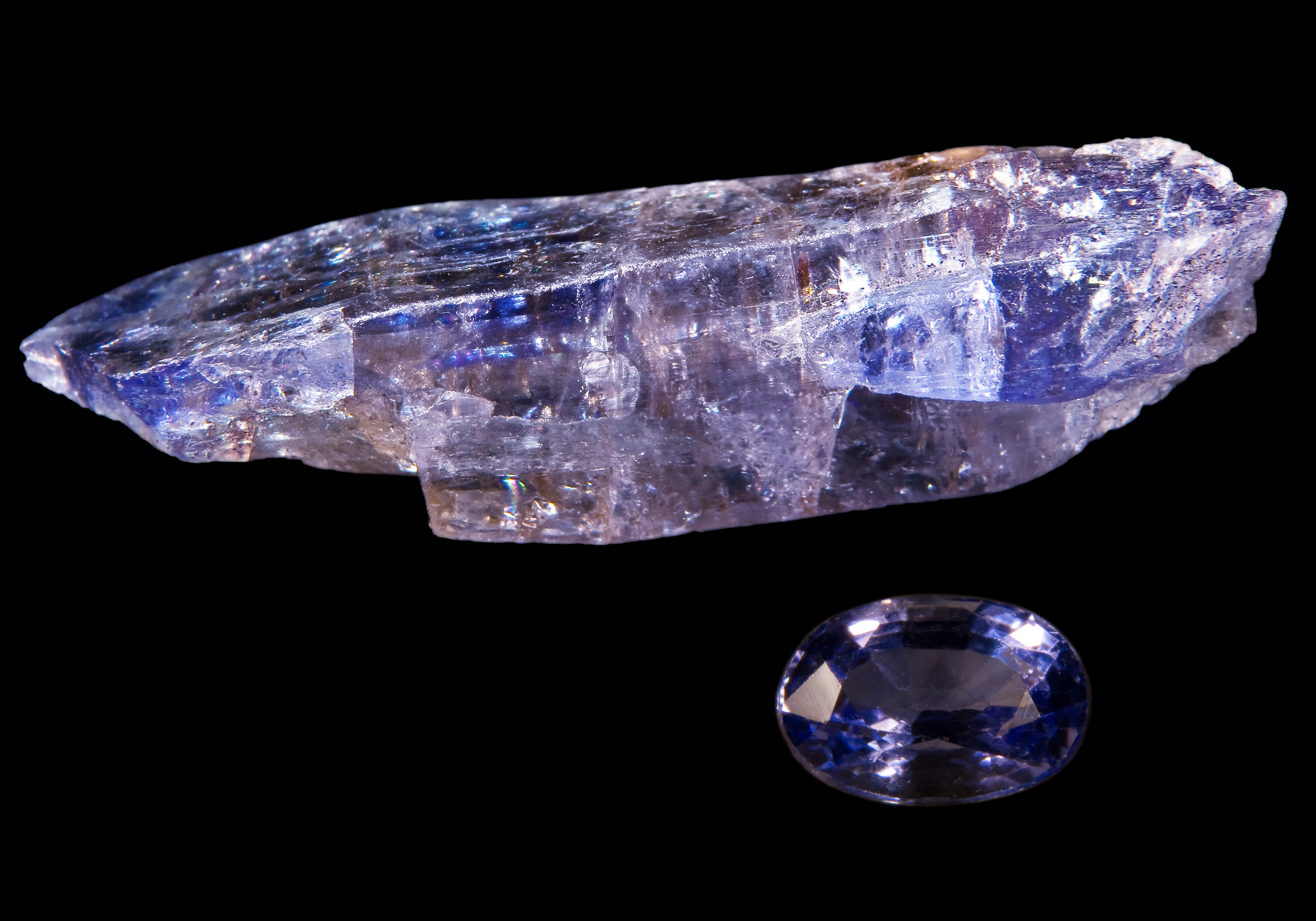
タンザナイトの原石とルース

1967年、東アフリカのタンザニアのアルーシャ地区メレラニ鉱山で、ルビーを探していたマニュエル・ト・スーザーは、それまで採掘されていた不透明のピンク色や緑色とは全く別種の青紫色のゾイサイトを発見した。これをアメリカ合衆国の宝石商ティファニーがタンザナイトと名付け、1980年代にはアメリカを中心に人気を呼ぶ石となった。近年の人気を受けて類似石や精巧な合成品も多く出回っており、取引や鑑定に際しては注意を要する。
「タンザニアの石」を意味するタンザナイトは、その名が示すとおり、キリマンジャロの夕暮れ時の空を映し出したような美しい青紫色をしている。多色性を示すという特徴を持っており、見る角度によって青色や紫色が強くなる宝石である。見る角度や光量によっては、青と紫、紫と赤を同時に確認できるものもある。また自然光の下では透明感に満ちた美しい群青色に、夜のライトや白熱灯の下では高貴な紫色に、蛍光灯の下では青色に輝く変化も見られる（ただしアレキサンドライトほど劇的ではないため、変色性があるとは言わない）。この特長により、ブルーサファイアとの鑑別が容易である。以前はタンザナイトがブルーサファイアに似ていたこともあり、多色性が少なく、青味が強いもののほうが高い評価を受けていたこともあった。しかし、タンザナイトはサファイアとは全く違った観点から評価を下すものという動きに変化し、現在では多色性の強いものほど高い評価を得ている。色に関しては濃い紫、濃い青が出るものほど財産的価値は上昇し、反対に色が薄くなればなるほど価値は下がる。タンザナイトの原石そのものはインクルージョンが多い。青色の透明色を出すためには、原石を加熱加工する。
タンザナイトはモース硬度が低く、宝石の中でもかなり傷がつきやすい部類に入る。しかも、へき開（劈開）性という衝撃に対してもろい性質も持つため、扱いに注意しないと割れてしまったり、欠けてしまうこともある。超音波洗浄器は禁忌である。

## 産地
一般的に、タンザニア付近で採掘されたゾイサイトを特にタンザナイトと呼称している。近年、タンザニア以外の産地のブルーゾイサイトをタンザナイトとしていることがあるが、これが適切であるか否かは判断が分かれている。
2020年、タンザニアの小規模鉱山の労働者によって採掘された原石（9.2 kgと5.8 kg）が、同国の鉱山省に売却された。それまでの最も大きな原石は3.3 kgであり、記録を更新した。売却額は240万ポンド。